# 김주연 (1993년생 배우)
김주연(1993년 5월 11일 ~ )는 대한민국의 배우이다.

## 학력
- 동국대학교 연극영화과 졸업

## 출연작

### 뮤지컬
- 2016년 《인터뷰》
- 2017년 《패스트》
- 2017년 《인터뷰》
- 2017년 《위대한 캣츠비》
- 2017년 《인터뷰》(일본공연)
- 2017년 ~ 2018년 《빨래》
- 2018년 《인터뷰》
- 2018년 《어쩌면 해피엔딩》(일본공연)
- 2019년 《정동극장 창작ing - 낭랑긔생》
- 2019년 《머더러》
- 2020년 《줄리 앤 폴》
- 2020년 《데미안》
- 2021년 《뱀파이어 아더》
- 2022년 《실비아, 살다》

### 연극
- 2015년 《택시 드리벌》
- 2016년 《택시 드리벌》
- 2017년 《밑바닥에서》
- 2018년 《소실 사라지다》
- 2019년 《시련》
- 2019년 《뜨거운 여름》
- 2020년 《템플》
- 2020년 《존경하는 엘레나 선생님》
- 2020년 ~ 2021년 《왓츠 유어 맥비프》
- 2021년 《템플》

### 드라마
- OCN 토일드라마 《왓쳐》(2019년, OCN) - 백송이 역
- KBS2 수목드라마 《도도솔솔라라솔》(2020년, KBS2) - 김시아 역
- Netfilx 오리지널드라마 《무브 투 헤븐: 나는 유품정리사입니다》(2021년, Netfilx) - 정우 아내(그루 母) 역
- KBS2 월화드라마 《오월의 청춘》(2021년, KBS2) - 간호사 역
- tvN 주말드라마 《갯마을 차차차》(2021년, tvN) - 함윤경 역
- 카카오 TV 드라마 《결혼백서》(2022년, 카카오 TV) - 이수연 역
- 디즈니 + 드라마 《변론을 시작하겠습니다》(2022년, 디즈니+) - 이순영 역 (특별출연)